# Persée (géomètre)
Pour les articles homonymes, voir Persée (homonymie).
Persée (en grec : Περσεύς ; c. 150 av. J.-C.) est un géomètre grec ancien, qui a inventé le concept de sections spiriques, par analogie avec les sections coniques étudiées par Apollonius de Perge.

## Vie
On connait peu de détails sur la vie de Persée sont, car il n'est mentionné que par Proclus et Géminus ; aucune de ses œuvres ne nous est parvenue.

## Sections spiriques
Les sections spiriques résultent de l'intersection d'un tore avec un plan parallèle à l'axe de symétrie de rotation du tore. Par conséquent, ce sont des courbes planes du quatrième ordre (quartiques), alors que les sections coniques sont des courbes planes du deuxième ordre (quadratiques). Les sections spiriques forment un cas particulier des sections toriques et ont été les premières sections toriques à être décrites.

### Exemples
La section spirique la plus connue est l'ovale de Cassini, qui est le lieu des points ayant un produit constant des distances à deux foyers. À titre de comparaison, une ellipse a une somme constante de distances focales, une hyperbole a une différence constante de distances focales et un cercle a un rapport constant de distances focales.